# Allium lusitanicum
Allium lusitanicum — gatunek rośliny górskiej z rodziny amarylkowatych. Rośnie w południowej Europie i w południowej części Syberii. W Polsce nie spotykany.

## Morfologia
Wieloletnia roślina cebulowa, o wysokości 10–30 cm, o kanciastych łodygach i płaskich, równowąskich, lekko pomarszczonych, tępo zbiegających się 2–3 centymetrowych liściach odziomkowych. Kwiatostanem jest półkulista wierzchotka złożona z kwiatów, o 5 mm długości, o purpurowych lancetowatych płatkach i charakterystycznie wystających z okwiatu pręcikach.
Podobne gatunkiCzosnek kątowaty (A. angulosum) — ma kwiaty większe, raczej trójkątne, pręciki krótsze i nie wystające z okwiatu. W Polsce na niżu w dolinach Odry i Wisły.

## Biologia i ekologia
Rośnie na suchych łąkach, przeważnie na glebach bogatych w wapń, od nizin do 1500 m n.p.m., rzadko powyżej. Kwitnie od lipca do sierpnia.